# Fried Margit
Fried Margit, férjezett Rózsavölgyi Mórné (Budapest, 1881. október 22. – Budapest, Terézváros, 1940. április 7.) magyar írónő, újságíró, lapszerkesztő.

## Élete
Fried Samu (1848–1924) miskolci születésű orvos és Weisz Karolina lánya. Az Országos Nőképző Egyesület tanintézetének tanulója volt. 1920-ig lánykori nevét, 1921-től az Ego írói álnevét használta. A Pesti Hírlap, a Pesti Napló, a Népszava munkatársa volt. Szerkesztette a Gyermekbarát című lapot. Novellákat, regényeket, főleg ifjúsági regényeket írt. Lányregények szerzőjeként vált ismertté.

## Magánélete
Férje Rózsavölgyi Mór (1867–1941) orvos volt, Rózsavölgyi Jakab és Boskowitz Róza fia, akihez 1904. november 6-án Budapesten, a Józsefvárosban ment feleségül.
Lánya Rózsavölgyi Ágnes (1909–?) volt, dr. Ság Vilmos Endre (1908–1977) orvos felesége. Unokája Ság László Imre (1938–?). 1946-ban az USA-ba költöztek.

## Főbb művei
- Médi szenvedései (1903)
- Pest és Pestiek (1908)
- Kleinman Márta (1911)
- A komoly Novák Magda (1914)
- A régi ház gyermekei (1920)
- Mari (1920)
- Vas Ilona bátor útja (1921)
- Dacos Miska (1923)
- Weekend, mozi és minden, ami jó és drága (1928)
- Dr. Barkó Miklósné (1930)